# 反战歌曲
反战歌曲（anti-war song）是表示对战争的抗议的歌曲。是歌词为反战主义的歌曲总称，是抗议歌曲（Protest Song）的一种。

## 著名的反战歌
- 麻木不仁（Zombie）,爱尔兰，1994年，多洛丝·奥瑞沃丹
- 琉球爱歌（日本，2001年，MONGOL800）
- 目击者（日本，2010年，AKB48）
- 我能做的事（日本，2011年，AKB48）
- 我们不战斗（日本，2017年，AKB48）
- 花儿都到哪里去了（Where Have All The Flowers Gone?)，美國，1955年，皮特·西格
- 答案在风中飘荡（Blowin' in the Wind），美國，1962年，巴布·狄倫
- 给我和平（Give Peace a Chance），英國，1969年，約翰·藍儂
- 鶴群，蘇聯，1969年
- 聖誕快樂（戰爭結束了）（Happy Xmas War Is Over），美國，1971年，約翰·藍儂
- 玩酷人生（Viva la Vida）英國，2008年，酷玩樂團
- 二十一把槍（21 Guns），美國，2009年，年輕歲月
- 我是一名士兵，但我不喜歡成為一名士兵（德语：Ich bin Soldat, doch bin ich es nicht gerne），德國，1870年